# Людовик II Бурбон-Конде
Луї́ II де Бурбо́н, Принц Конде́, Людо́вик II де Бурбо́н, Принц Конде́ (фр. Louis de Bourbon, prince de Condé; 8 вересня 1621, Париж, Франція — 11 грудня 1686, Фонтенбло), відомий під іменем Великого Конде (le Grand Condé) — принц крові, французький воєначальник та політичний діяч. Походив з молодшої гілки дому Бурбонів, що носили титул Принц Конде. Син Анрі де Бурбона, 3-ого принц Конде (1588—1646). Носив титул герцог д'Енгієн до 1646 року, тоді 4-й принц Конде. Крім титулу принца Конде, був також герцогом де Бурбон, де Монморансі, де Шатору, де Бельгард і де Фронсак, графом де Сансерр (1646—1686), графом де Шароле, пером Франції і першим принцом крові.
Командувач армій Людовика XIII, потім Людовіка XIV. Найбільше прославився битвами при Рокруа (1643), Фріндланді (1644), Нордлінгені (1645) та Лансі (1648), яка внесла вклад в завершення Тридцятилітньої війни.
Один з головних діячів Фронди. Спочатку, під час Парламентської Фронди, став на бік влади та очолював облогу Парижа. Після вступив у конфлікт з кардиналом Мазаріні, за що був ув'язнений. Очолив Фронду Принців, але був розбитий, перейшов на бік Іспанії у Франко-Іспанській війні (1635 по 1659). Після укладення Піренейського миру, повернувся на службу до Людовика XIV. Брав участь у Деволюційній та Голландській війнах.
В своєму замку Шантії прожив до своєї смерті в 1686 році, в оточені родини, письменників, художників серед яких були Буало, Расін, Мольєр, Лабрює́р, Боссюе та інші.
На його похоронах проголосив одну з своїх найвідоміших надгробних промов Жак Бенінь Боссюе.

## Скульптор Куазевокс, портретний бюст принца Конде, Лувр

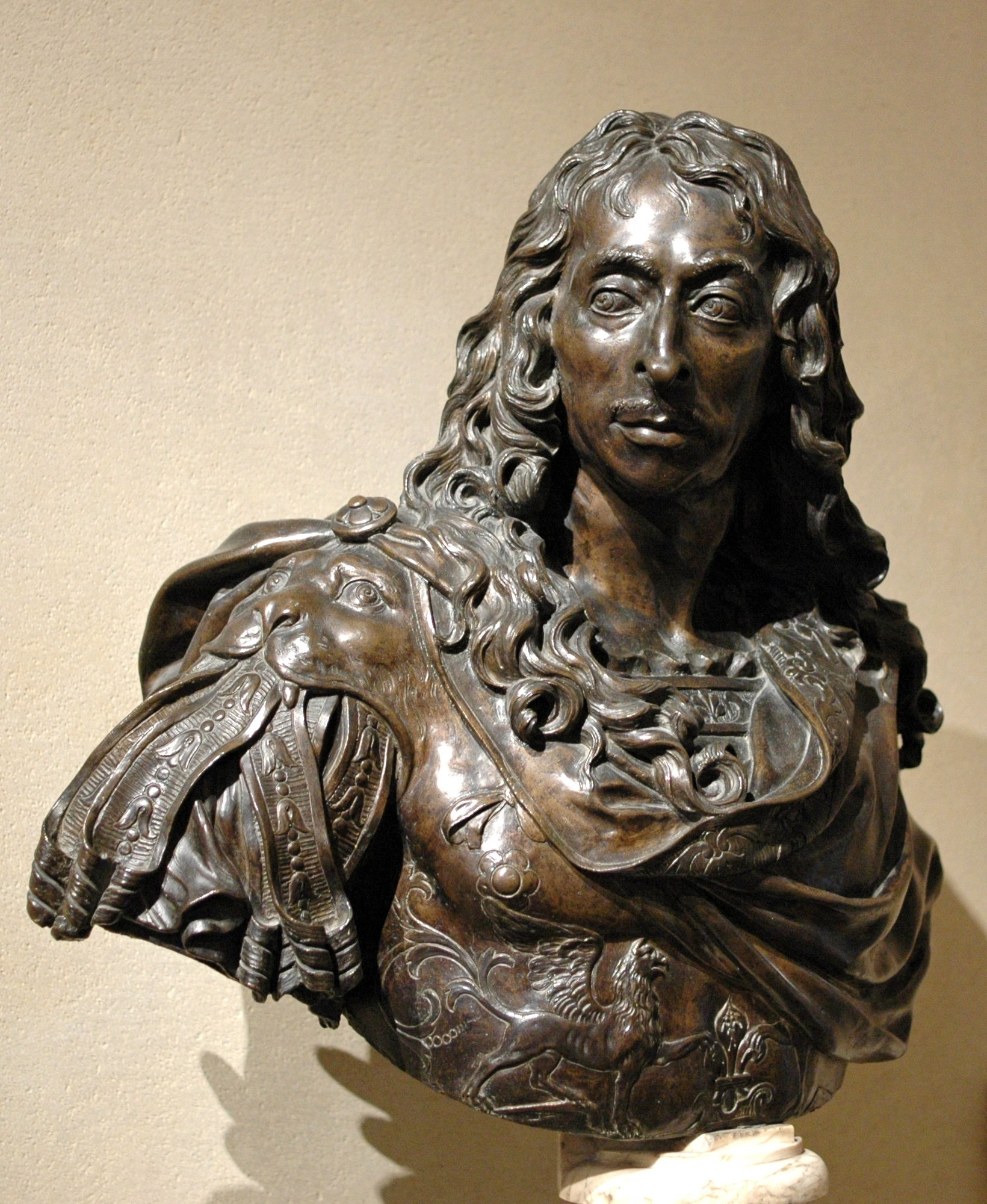
Скульптор Куазевокс, портрет Луї II де Бурбон-Конде, Принца де Конде. Бронзовий бюст. (Лувр)

Справжнім шедевром став бронзовий бюст принца Конде. Дуже вдалий полководець, Луї II Конде відрізнявся жорстокістю, блюзнірством, грубим поводженням навіть з близким оточенням. Він з тих антипатріотів, що обертав свою зброю проти своєї країни. Конде був прибічником Фронди, що воювала проти короля і кардинала Мазаріні. Це він спустошував північні області Франції, це він намагався створити самостійне князівство в своїх землях. Бурхливо проведена молодість, перебування у в'язниці і хвороба зробили його неприємним і антипатичним. Навіть після політичного примирення з королем і кардиналом, його на вісім років відсторонили від справ, бо не довіряли.
Перед скульптором стояло важке завдання створити репрезентативний портрет хворої (хворів на ревматизм) і неприємної, але небезпечної особи. Куазевокс гідно справився з завданням, висунувши на перший план розкішне вбрання Конде і блискучі засоби обробки бронзи. Це трохи затьмарило сміливо змальовану, правдиву і неприємну характеристику образу.
Жоден із портретів Луї ІІ Конде фарбами не передає усю складність характеру по-своєму скаліченої особи принца.